# Parafia św. Michała Archanioła w Wińsku
Parafia Świętego Michała Archanioła w Wińsku znajduje się w dekanacie Wołów w archidiecezji wrocławskiej.  Jej proboszczem jest ks. Czesław Krochmal. Obsługiwana przez kapłana diecezjalnego. Erygowana w XIII wieku.